# プラットフォーム・ゲーム

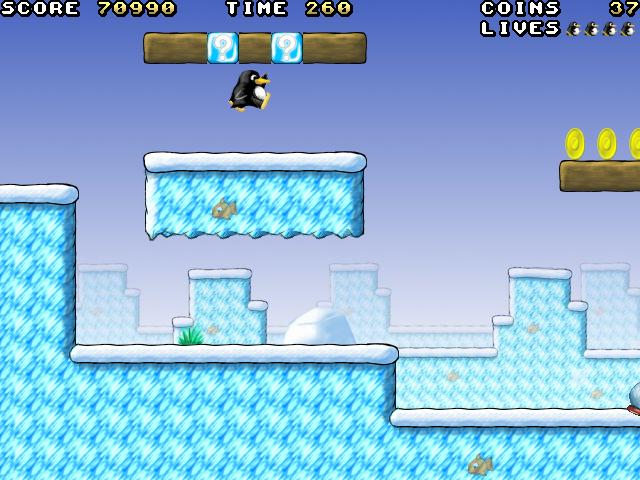
SuperTuxはスーパーマリオブラザーズを元にして作られた。

プラットフォーム・ゲーム（英:platform game）は、コンピュータゲームのジャンルの一つ。キャラクターをジャンプさせて足場から足場に跳び移ったり、障害物を跳び越えたりして進むゲームをいう。ジャンピングパズル、フリーランニングとも呼ばれる。
プラットフォーマー（英:platformer）と呼ばれることも多いが、これはゲーム業界において、ゲーム機やゲーム配信サービスなどのゲーミングプラットフォームをゲーム開発者（サードパーティ）や利用者（ゲーマー）に提供する事業者（ファーストパーティ）の事を指す名称でもあり、紛らわしいので、本項目ではプラットフォーム・ゲームとする。

## 概要
プレイヤーはキャラクターが足場から落ちないように、また、跳び損ねないように、ジャンプをうまくコントロールして遊ぶジャンプアクションゲームである。ジャンプ・ボタンの存在がこのジャンルのゲームの最大の共通点である。ジャンプは脚で跳ぶことだけでなく、長い腕やワイヤーでぶらさがって進む『リスター・ザ・シューティングスター』や『バイオニックコマンドー』のようなゲームや、ジャンプ台やトランポリンで飛び跳ねる『en:Alpha Waves』のようなゲームも含む。これらのメカニズムは、他ジャンルにおいても一般的にプラットフォーミングと呼ばれる。ジャンプが完全に自動化されたゲーム（例えば、飛び移りジャンプが可能な足場で方向ボタンを押すと自動で向こう側にジャンプし、それ以外の場所では飛び移りジャンプができない「オートジャンプ」システムが搭載された『ゼルダの伝説 時のオカリナ』）は、このジャンルに含まない。
プラットフォーム・ゲームは1980年代初期に横視点でスクロールするゲームとして生まれ、1990年代中頃には3Dゲームとしても作られるようになった。プラットフォーム・ゲームという用語は、文字通り、足場（＝プラットフォーム）の上でジャンプすることがゲームプレイに不可欠な要素となるゲームを指す言葉であり、このジャンルの定着に合わせて、遅くとも1983年には使われるようになった。他ジャンルの要素と組み合わされることが多く、シューティング要素を持つ『魂斗羅』、アドベンチャー要素を持つ『フラッシュバック』、RPG要素を持つ『メトロイド』といった例がある（マップ探索要素を含むプラットフォーム・ゲームは「メトロイドヴァニア(en:Metroidvania)」（またはメトロヴァニア）とも呼ばれる）。
据え置き型ゲーム機でよく見られるジャンルであるが、アーケードゲーム・携帯型ゲーム・パソコンゲームにも多くの重要な作品がリリースされている。北アメリカ・ヨーロッパ・日本で発展したジャンルである。テーマはマンガ・アニメ調からサイエンス・フィクション、ファンタジー、メルヘン、子供向けファンシーまで様々である。
一時期、プラットフォーム・ゲームは最も人気のあるジャンルだった。最盛期には据え置き型ゲームの4分の1から3分の1を占めていた。ここまでのシェアを獲得したジャンルは、これ以前もこれ以降も現れていない。2006年にはシェアが極めて小さくなり1998年に15%のシェアだったのに対して2%にまで減っているものの、商業的にはまだ存続できる状況にあり、いくつものゲームが数百万本単位で売れている。2010年以降、ひたすら走り続けて遊ぶ形式のプラットフォーム・ゲームがスマートフォン向けに多数リリースされ、このジャンルが再び人気となっている。

## 歴史

### 固定画面
プラットフォーム・ゲームが生まれたのは1980年代初期のことである。当時の技術的な制約により、初期のプラットフォーム・ゲームは固定画面で、たいていは横から見た形式だった。最初のプラットフォーム・ゲームとしては、『en:Space Panic』（1980年、ユニバーサル）が挙げられることがあるが、異論もある。このゲームのプレイヤーは落下することはできるが、ジャンプも、ぶら下がりも、跳ねることもできないので、このジャンルの現代的な定義をほとんど満たしていない。しかしながら、はしごを使ってフロアを登っていくというゲームプレイがこのジャンルに与えた影響は明らかである。このようなゲームプレイは初期のプラットフォーム・ゲームに共通して見られる要素である。同じ年にリリースされた『クレイジークライマー』（1980年、ニチブツ）は、もうひとつの先駆者といえる。こちらは建築物（ビル）を登っていくというコンセプトである。
『ドンキーコング』（1981年、アーケード、任天堂）は、プレイヤーがジャンプで障害物をかわし、ジャンプで足場を渡ることができる最初のゲームであり、本来の意味で最初のプラットフォーム・ゲームといえる。前半2面にはプラットフォーミング要素があまり無いが、後半2面にははっきりと足場をジャンプする場面がある。また、このジャンルの顔ともいえるマリオが、ジャンプマンという名前で初登場している。『ドンキーコング』は当時の多くのゲーム機やコンピュータに移植され、ゲーム業界において任天堂を世界的に重要な位置に押し上げる要因となった。
翌年、続編の『ドンキーコングJR.』がリリースされた。3作目の『ドンキーコング3』はプラットフォーム・ゲームではなかったが、『マリオブラザーズ』がこのジャンルを引き継いだ。『マリオブラザーズ』は2人のプレイヤーによる同時協力プレイを実現し、後の『フェアリーランドストーリー』や『バブルボブル』のような2人協力プレイのプラットフォーム・ゲームを生み出す土台となり、これらのゲームの影響で多数の固定画面プラットフォーム・ゲームが作られた。
1982年のはじめ、スクロール機能が登場する前の過渡期のゲームとして、複数の画面をつなぎ合わせて広いステージを構成するゲームが生まれた。Atari 2600向けにリリースされた『ピットフォール』である。このゲームは、横方向に広がりのあるステージが特徴で、当該ハードで最も売れたゲームの一つとなり、このジャンルにブレイクスルーをもたらした。同じ年にコレコビジョン向けにリリースされた『en:Smurf: Rescue in Gargamel's Castle』は、平坦でない地形と、画面切り替え時のスクロール表示を実現した。『en:Manic Miner』（1983年）と続編の『en:Jet Set Willy』（1984年）は、このスタイルを家庭用コンピュータにもたらした。『en:Wanted: Monty Mole』は1984年に初のベスト・プラットフォーム・ゲームを受賞した。同じ年の後半にen:Epyxからリリースされた『en:Impossible Mission』はステージを探索するという側面を拡張し、『プリンス・オブ・ペルシャ』のようなゲームの土台となった。

## 主な作品
- マリオシリーズ本編作品（『スーパーマリオブラザーズ』など）
- ロックマンシリーズ
- 星のカービィシリーズ
- ソニックシリーズ
- クラッシュ・バンディクーシリーズ